# Spirano
Spirano es una comune italiana situada en la provincia de Bérgamo, Lombardía. Tiene una población estimada, a fines de enero de 2022, de 5595 habitantes.

## Evolución demográfica
| Gráfica de evolución demográfica de Spirano entre 1861 y 2022 |
|                                                               |
| Fuente: ISTAT - Elaboración gráfica de Wikipedia              |